# Baggerkuhle (Sylt)
Die Baggerkuhle ist ein ca. 10 ha großer See auf der Insel Sylt im Nordfriesland im deutschen 
Bundesland Schleswig-Holstein südlich des Ortes Tinnum. Er liegt an der Nordseite des Rantumbeckens.